# دیر میماس
دیر میماس (به عربی: دیر میماس) یک منطقهٔ مسکونی در لبنان است که در استان نبطیه واقع شده‌است. این روستا ۹۲ کیلومتر از بیروت پایتخت لبنان فاصله دارد. ارتفاع آن از سطح دریا ۵۸۰ متر و جمعیت آن ۱۰۹۰ نفر است.